# Brokdorf
Brokdorf là một đô thị ở huyện Steinburg, bang Schleswig-Holstein, Đức. Đô thị này có diện tích km², dân số thời điểm 31 tháng 12 năm 2006 là người.
Nhà máy điện hạt nhân Brokdorf tọa lạc ở Brokdorf. Trong quá trình xây dựng vào thập niên 1970 và 1980 đã vấp phải phản đổi của phong trào chống hạt nhân ở Đức. Các cuộc phản đối lớn nhất diễn ra vào tháng 11 năm 1976, tháng 2 năm 1977, tháng 1 năm 1981 và tháng 6 năm 1986.